# 金牌得主
《金牌得主》是鹤舞墨鱼太（つるまいかだ）所創作的日本漫畫，開始連載於《月刊Afternoon》2020年7月號，單行本已出版至第13冊。故事背景設定於近現代日本，講述精於滑冰的青年明浦路司在任職的滑冰俱樂部啟蒙少女結束祈學習滑冰，還有兩者接觸的各類人事物的經歷。
作者鹤舞墨鱼太为半路从上班族转职为职业漫画家，为创作本作而学习过滑冰，因此熟悉相应花式滑冰术语。同时在创作本作前也是声优春濑夏美的粉丝，曾在春濑夏美的粉丝来信中，表示自己辞职做了漫画家并希望她成为动画改编的角色声优，最终本作动画改编时，春濑夏美为女主角结束祈配音。
本作發行後獲得多類獎項，包含下一部人氣漫畫大賞2022紙本漫畫類別第1名。2021年在講談社主辦由全國書店店員投票遴選前十部「有趣且值得推薦的漫畫作品」的獎項「講談社真心推薦！漫畫展2021（日语：講談社ガチ！マンガフェア2021）」榜上有名。2023年1月、本作獲得第68回「小学館漫畫獎」（一般部門）。2024年5月、本作獲得第48回「講談社漫畫獎」（綜合部門）。
2025年1月，開始播放本作改編電視動畫。

## 故事概要
擁有全日本錦標賽參賽經驗的明浦路司在冰上表演考試失敗後一直找不到工作。有一天，他的前冰舞搭檔高峰瞳請他擔任滑冰俱樂部的教練。司在那裡他遇到了被母親帶來的結束祈。
司看到了她內心隱藏的堅韌和熱情，在他的支持下結束祈不顧母親的反對，開始練習花式滑冰。最終，在司的指導下，祈逐漸發揮了自己的才能。

## 角色列表
結束祈（聲：春瀨夏美）
女主角。出身愛知縣名古屋市的小學五年級生。喜愛蚯蚓，喜歡花式溜冰並以此熱情為寄託的少女，曾向母親表示目標是奧運金牌。由於在學校學習力與成績不如他人，加上母亲不希望她走姐姐的花滑道路，已经超过正常5岁开始训练的年龄，故自己偷偷學習花式溜冰。但由于身体平衡性很好，加上对花滑的热情，所以由正在打工兼職的司發掘其才能，帮助她实现梦想。
明浦路司（聲：大塚剛央）
男主角。26歲。家中四兄弟的次男。14歲時才開始學習花式溜冰，具有過去能在日本全國花式溜冰錦標賽出場的資格，但最终未能获奖。目前已經引退並打工兼職中，高中時期曾在加護耕一開設的公司打工過，並借住在加護家。理解祈过晚才练习花滑的处境，但被祈的热情和信心所感动，努力教导以实现她的梦想。
狼嵜光（聲：市之瀨加那）
日本全國花式溜冰錦標賽低齡等級B組女子單人的金牌得主。與祈、鈴以及理凰同年紀，因完成史上最高難度的跳躍技巧，而被稱呼為「天才少女」。初次與祈見面時一拍即合，也是祈所追求的目標和競爭對手。
夜鷹純（聲：內田雄馬）
過去曾是奧運男子單人組別金牌得主的青年。只要一出場就能在特定大賽上獲取金牌，並因此締造傳說的天才花式溜冰選手。年僅20歲時便已引退，也因此影響到少年時的司，有著一不高興就會摔東西洩憤的習慣。曾記得司過往參賽時的經歷，然後也擔當小光包場練習時的教練，過去被愛娃帶回來並曾在慎一郎家中短暫居住過，並照顧剛出生三個月大的理凰。
鴗鳥理凰（聲：小市真琴）
名港之風花式溜冰俱樂部所屬的小學五年級生。銀牌得主鴗鳥慎一郎的兒子，母親是美籍巴西人愛娃，同時為狼嵜光的兒時玩伴，故事中少數以姓氏來稱呼司的主要人物之一。
鴗鳥慎一郎（聲：坂泰斗）
理凰的父親。名港之風花式溜冰俱樂部的總教練，妻子為美籍巴西人愛娃。過去是奧運男子單人組別日本代表，也是其銀牌得主。過往曾與純競爭頒獎台寶座，為司少年時憧憬的存在。
三家田涼佳（聲：木野日菜）
祈在同一個花式溜冰賽場上遇到的小學三年級少女。綽號「三家太郎」。自主性極強，由于小时候的经历，不太信任大人，因此也不太喜歡遵從大人下的命令。說話時操著三河方言。
那智鞠緒（聲：戶田惠）
三家所屬的重力櫻通花式溜冰俱樂部的總教練。是一位豪爽的大姐姐，和凉佳相处时，充满孩子气，很擅长应对脾气倔强的凉佳。
龜金谷澄覺（聲：山內健嗣）
京都蓮華茶花式溜冰俱樂部的總教練。
大和繪馬（聲：小岩井小鳥）
京都蓮華茶花式溜冰俱樂部所屬的小學四年級生。身材高削，性格內向乖巧且會一點一點來學習的努力家。曾因生長痛而比同齡者落後三年時間考取六級資格。
蛇崩遊大（聲：三宅貴大）
京都蓮華茶花式溜冰俱樂部的指導教練，28歲。有過去曾在日本全國花式溜冰錦標賽男子單人組出場多次的經歷。
鹿本鈴（聲：伊藤彩沙）
京都蓮華茶花式溜冰俱樂部所屬的小學五年級生。為音樂世家出身四姊妹中的老么，日本全國花式溜冰錦標賽低齡等級B組女子單人的銀牌得主。
高峰瞳（聲：加藤英美里）
祈所屬的LUX東山花式溜冰俱樂部總教練，過去曾經是司參加比賽時的舞伴。
結束博信（聲：西健亮）
祈以及實叶的父親。在公式本揭露過去曾任自來水公司職員，出於興趣開始研究泥土，結果其研究成果獲得大學的關係者認同而成為大學講師。有女兒控的一面，隨著祈和司互動頻繁，有時候會暗地吃醋。
結束望（聲：小清水亞美）
祈以及實叶的母親，相當關愛女兒們。在公式本揭露早年出身單親家庭和母親（祈和實叶的外祖母）相依為命，由於母親對其的態度冷淡，反讓望養成日後積極為女兒們添購物品的習慣。擅長裁縫，祈出場的賽服多出自其手。在大女儿實叶的花滑之路受挫退出后，曾不希望小女儿走上姐姐的道路，但面对祈的热情和司对祈实力的肯定，还是努力支持祈的花滑之路。
瀨古間衛（聲：村治学）
LUX東山花式溜冰俱樂部的櫃檯人員。年輕時曾是冰上曲棍球選手，由於曾向祈以蚯蚓來換取門票費用，因此一段時間被稱呼為蚯蚓老頭。
結束實叶（聲：和氣杏未）
祈的姊姊。五歲時即已學習花式溜冰，因後來受傷而放棄夢想。在公式本揭露因為不希望母親過度辛勞才強迫自己放棄夢想，後轉移目標立志成為主播。故事開始時人在加拿大留學，並兼職時尚模特兒。十分宠爱妹妹祈。
加護耕一（聲：星野貴紀）
羊的父親。身分為自家公司社長，相當照顧借住在自家的司，為回應其好意而幫司出資餐費和買服裝、支持花式溜冰等開銷。
加護羊（聲：井上穗乃花）
加護家的獨生女，蓬鬆的金色長髮與類似綿羊的瞳孔為其特色。與祈、鈴、光同為小學五年級生。仰慕借住在自家的司，將其視為家人。
加護芽衣子（聲：遠藤綾）
羊的母親。故事開始前已經過世。曾在手機沒電想找充電座下跟司相遇，雖體弱多病但非常支持司。
黑澤美豹（聲：湯淺楓）
岡山提納花式溜冰俱樂部所屬的小學五年級生。原屬於需要快節奏出力的廣島之星花式溜冰俱樂部，為專心練習而轉移至岡山的俱樂部。
獅子堂星羅（聲：岡咲美保）
與美豹同為岡山提納花式溜冰俱樂部所屬的小學五年級生。
小熊梨月（聲：佐藤梓）
與美豹、星羅同為岡山提納花式溜冰俱樂部所屬的小學四年級生。過去曾經學習過足球與空手道，在「想學習與哥哥不一樣的才藝」的契機下學習花式溜冰。
金弓美蜂（聲：小若和郁那）
原為福岡公園花式溜冰俱樂部所屬的輔助教練。故事中在司的強力遊說下移籍至LUX東山花式溜冰俱樂部。
鬼寅環奈（聲：宮白桃子）
福岡公園花式溜冰俱樂部所屬的小學二年級生。
鯱城理依奈
八木夕凪
胡荒亞子
亞晝美玖
鴨川洸平
普洛伊·塞帕班
雷歐尼德·索洛金

## 出版書籍
| 卷數 | 講談社         | 講談社                 | 東立出版社     | 東立出版社             | 次元书馆   | 次元书馆               |
| 卷數 | 發售日期       | ISBN                   | 發售日期       | ISBN                   | 發售日期   | ISBN                   |
| ---- | -------------- | ---------------------- | -------------- | ---------------------- | ---------- | ---------------------- |
| 1    | 2020年9月23日  | ISBN 978-4-06-520783-3 | 2022年1月20日  | ISBN 978-957-26-6992-1 | 2024年5月  | ISBN 978-7-5142-4197-6 |
| 2    | 2021年2月22日  | ISBN 978-4-06-522253-9 | 2023年4月7日   | ISBN 978-957-26-9129-8 | 2024年8月  | ISBN 978-7-5142-4334-5 |
| 3    | 2021年6月23日  | ISBN 978-4-06-523607-9 | 2023年9月11日  | ISBN 978-626-347-205-1 | 2024年10月 | ISBN 978-7-5142-4427-4 |
| 4    | 2021年10月21日 | ISBN 978-4-06-525162-1 | 2023年11月10日 | ISBN 978-626-372-454-9 | 2024年12月 | ISBN 978-7-5142-4428-1 |
| 5    | 2022年3月23日  | ISBN 978-4-06-527132-2 | 2024年3月25日  | ISBN 978-626-02-0177-7 | 2025年4月  | ISBN 978-7-5142-4522-6 |
| 6    | 2022年7月22日  | ISBN 978-4-06-528515-2 | 2024年5月3日   | ISBN 978-626-02-0178-4 | 2025年4月  | ISBN 978-7-5142-4523-3 |
| 7    | 2022年12月22日 | ISBN 978-4-06-529918-0 | 2024年11月4日  | ISBN 978-626-02-0179-1 | 2025年6月  | ISBN 978-7-5142-4677-3 |
| 8    | 2023年5月23日  | ISBN 978-4-06-531682-5 | 2025年4月11日  | ISBN 978-626-02-3766-0 |            |                        |
| 9    | 2023年10月23日 | ISBN 978-4-06-533261-0 | 2025年5月19日  | ISBN 978-626-02-3767-7 |            |                        |
| 10   | 2024年3月22日  | ISBN 978-4-06-535154-3 | 2025年6月20日  | ISBN 978-626-02-4522-1 |            |                        |
| 11   | 2024年8月22日  | ISBN 978-4-06-536472-7 | 2025年7月14日  | ISBN 978-626-02-4523-8 |            |                        |
| 12   | 2025年1月22日  | ISBN 978-4-06-538012-3 |                |                        |            |                        |
| 13   | 2025年6月23日  | ISBN 978-4-06-539705-3 |                |                        |            |                        |

## 電視動畫
於2023年正式宣佈動畫化，同年公開主角結束祈及明浦路司聲優為春瀨夏美及大塚剛央。2024年釋出了正式預告宣傳影片以及追加參演聲優消息。第1季於2025年1月至3月開始播放。第1季播出完后宣布制作第2季。

### 製作人員
- 原作：TSURUMAIKADA
- 導演：山本靖貴
- 系列構成、脚本：花田十輝
- 角色設計：龜山千夏
- 總作画監督：龜山千夏、伊藤陽祐
- 色彩設計：山上愛子
- 美術監督：中尾陽子
- 美術設定：比留間崇、小野寺里恵
- 撮影監督 ：米屋真一
- 編輯：長坂智樹
- 音樂：林友樹
- 音響監督：今泉雄一
- 音響效果：小山健二
- 動畫制作：ENGI
- 製作：金牌得主製作委員会

### 主題曲
第1季
片頭曲BOW AND ARROW
作詞、作曲、編曲、演唱：米津玄師
片尾曲
演唱：，作詞、作曲：，編曲：、川口圭太

### 各話列表
| score01 | 冰上的天才 | 山本靖貴 | 山本靖貴 | 田守優希、橫山香月、增井良紀、青沼光、龜山千夏                                                           | 龜山千夏                     | 2025年 1月5日 |
| score02 |            | 增田敏彥 | 平田貴大 | 山本亮友、廣冨麻由、小谷杏子、松川哲也、龜山進矢                                                         | 龜山千夏、山本亮友           | 1月12日       |
| score03 |            | 渡邊慎一 | 福元信一 | 田中栞莉、Kim Hyeon-ah、So Eun-ji、Kang Hyeon-guk、Park Seo-jeong                                        | 龜山千夏、栗原学             | 1月19日       |
| score04 |            | 渡邊慎一 | 栗原学   | 山本里織、田中栞莉、舘崎大、龜山千夏                                                                     | 伊藤陽祐、龜山千夏           | 1月26日       |
| score05 |            | 上原秀明 | 福元信一 | 龜山千夏、田中栞里、Kim Hyeon-ah、Lee Seong-jin、Park Seo-jeong、So Eun-ji                               | 伊藤陽祐、龜山千夏           | 2月2日        |
| score06 |            | 增田敏彥 | 大庭秀昭 | 田守優希、橫山香月、增井良紀、栗原学、吉岡勝、Animore、槃藍莓、王潤雨                                    | 龜山千夏、栗原学             | 2月9日        |
| score07 |            | 安部元宏 | 安部元宏 | 田中茉莉、山本里織、大野勉、黃翔麟、館崎大、槃藍莓、王潤雨                                               | 伊藤陽祐、龜山千夏           | 2月16日       |
| score08 |            | 平田貴大 | 平田貴大 | 中島達央、大野勉、川村乃愛、丸山遙花、飯島宏也、KIM Hyeon-ah、Shin Euu-ah、Park Seo-jeon、Kang Heyon-guk | 栗原學、田中栞里、龜山千夏   | 2月23日       |
| score09 |            | 飯田薰久 | 金澤由季 | 吉岡勝、趙小川、姜海華、大浦梓                                                                           | 龜山千夏                     | 3月2日        |
| score10 |            | 渡邊慎一 | 大庭秀昭 | 丹澤学、林田多希、Pavel Shmoylov、飯塚葉子、上海炫舟                                                     | 伊藤陽祐、田中栞里、龜山千夏 | 3月9日        |
| score11 |            | 安部元宏 | 桥本光雄 | 丹泽学、林田多希、上海炫舟                                                                               | 田中栞里、栗原学、龟山千夏   | 3月16日       |
| score12 | 白猫的课程 | 大岛博之 | 平田贵太 | 米田纮、广富麻由、大西贵子、松川哲也                                                                     | 伊藤阳祐、山本亮友、龟山千夏 | 3月23日       |
| score13 |            | 渡边慎一 | 山本靖贵 | 田守优希、横山香月、山本里织、大野勉、中岛达央、Fincrossed Stduio                                        | 龟山千夏、田中栞里           | 3月30日       |

### 播映平台
日本深夜動畫：下文記載的日本国内播放時間使用日本標準時間（UTC+9）表示。因為部分時間标识會採用30小时制，因此請留意这类超过24:00的时间，其實際播放時間為翌日清晨。
| 播放日期             | 播放時間（UTC+9）              | 播放電視台                 | 播放地區 | 備註        |
| -------------------- | ------------------------------ | -------------------------- | -------- | ----------- |
| 2025年1月5日—3月30日 | 星期日 1:30—2:00（星期六深夜） | 朝日電視台等系列的24電視台 | 日本全域 |             |
|                      | 星期日 21:00—21:30             | 朝視頻道1                  | 日本全域 | CS放送      |
| 2025年1月6日—3月31日 | 星期一23:24—23:54              | BS朝日                     | 日本全域 | BS/BS4K放送 |

| 播映地區         | 播映平台         | 播映日期               | 播映時間             | 備註   |
| 第1季            | 第1季            | 第1季                  | 第1季                | 第1季  |
| ---------------- | ---------------- | ---------------------- | -------------------- | ------ |
| Disney+ 服務地區 | Disney+ 服務地區 | 2025年1月5日－3月30日  | 星期日 1:00（UTC+8） | [ 37 ] |
| 中國大陸         | 哔哩哔哩         | 2025年1月26日－3月30日 | 星期日 1:00（UTC+8） | [ 38 ] |

### BD / DVD
| 卷數  | 發售日期      | 收錄話數      | 規格編號  | 規格編號   |
| 卷數  | 發售日期      | 收錄話數      | BD BOX    | DVD BOX    |
| 第1季 | 第1季         | 第1季         | 第1季     | 第1季      |
| ----- | ------------- | ------------- | --------- | ---------- |
| 第1卷 | 2025年3月26日 | 第1話—第5話   | KAXA-8971 | KABA-11631 |
| 第2卷 | 2025年4月25日 | 第6話—第9話   | KAXA-8972 | KABA-11632 |
| 第3卷 | 2025年5月28日 | 第10話—第13話 | KAXA-8973 | KABA-11633 |

## 迴響
本作在下一部人氣漫畫大賞2021的紙本漫畫類別中獲得第16名，亦獲選為講談社主辦的獎項「講談社真心推薦！漫畫展2021（日语：講談社ガチ！マンガフェア2021）」的入選得獎作品之一。並在隔年獲得下一部人氣漫畫大賞2022紙本漫畫類別第1名。本作女主角結束祈在2022年度「Magademy Award（マガデミー賞）」獎項獲頒主演女優賞。

## 外部連結
- 漫畫官方網站（日語）
- 漫畫的X（前Twitter）（日語）
- 電視動畫官方網站（日語）
- 電視動畫的X（前Twitter）（日語）